# Беніто Серено
«Бені́то Сере́но» (англ. Benito Cereno) — оповідання класика американської літератури Германа Мелвілла зі збірки «Оповідання на веранді». В основу сюжету покладена реальна історія американського капітана Амаси Делано, який звільнив свого іспанського колегу від полону на керованому ним же кораблі. За оцінками багатьох критиків це один з найкращих творів малої прози Германа Мелвілла. Перша публікація здійснена трьома частинами у журналі «Putnam's Magazine» восени 1855 року.

## Історія

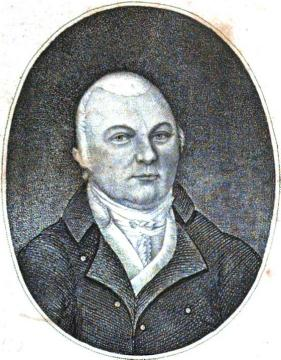
Портрет Амаси Делано з фронтиспісу його мемуарів.

Оповідання «Беніто Серено» засноване на справжній історії американського капітана Амаси Делано, викладеній у його мемуарах, опублікованих у 1817 році. В своїх спогадах капітан описує інцидент, який стався 20 лютого 1805 року в затоці острова Санта-Марія. Тоді американцю довелося піднятись на борт іспанського судна «Тріал», яке перевозило рабів. Там він побачив іспанського капітана в оточенні команди, яка поводилась дещо дивно. Втім, Амаса Делано спочатку нічого не запідозрив і лише при відплитті, коли іспанець кинувся в його човен, зрозумів, що «Тріал» захоплений чорношкірими бунтівниками. Герман Мелвілл використав мемуари Амаси Делано і документи судового процесу, розпочато за наслідками інциденту, причому в багатьох місцях зазначені джерела процитував майже дослівно.
«Беніто Серено» Герман Мелвілл написав взимку 1854 року, а вже 17 квітня 1855 року письменник Джордж Вільям Кертіс вперше згадав про це оповідання у своєму листі до видавця літературного журналу «Putnam's Magazine» Джошуа А. Дікса. Згодом Кертіс ще двічі звертався у листах до цієї теми, характеризуючи твір як хороший, але нарікаючи на погану зв'язність сюжету і використання судової документації наприкінці тексту. Тим не менш видавців журналу оповідання задовольнило і восени 1855 року його опублікували без підпису автора трьома частинами — у № 34—36 за жовтень — грудень місяць. Сам автор високо оцінив свій твір, про нього схвально відгукнулись критики і публіка. Цей успіх спонукав Германа Мелвілла видати «Беніто Серено» разом з іншими малими творами окремою збіркою, для якої письменник спочатку придумав назву «„Беніто Серено“ та інші оповідання». Втім збірку надрукували 1856 року під назвою «Оповідання на веранді».

## Сюжет
Американське звіробійне судно під проводом капітана Амаси Делано у відлюдній бухті зустрічається з невідомим кораблем, що здійснює незрозумілі маневри. При наближенні стає видно, що це старе іспанське судно «Сан-Домінік», на якому крім назви є ще й напис «Слідуй за мною». Корабель сильно пошарпаний, а його ніс прикритий ганчір'ям. Він везе чорношкірих рабів, але і нечисленні білі члени команди виглядають не краще за негрів — усі, хто є на борту, виснажені голодом і спрагою. Молодий капітан «Сан-Домініка» Беніто Серено пояснює, що вони потрапили у довготривалий штиль, після якого на кораблі майже на залишилось їжі і питної води, а багато людей загинуло від скорбуту і гарячки. Амаса Делано наказує своїм матросам привезти на потерпіле судно необхідний провіант. Поки вони здійснюють рейс, він підіймається на борт, що поспілкуватися з колегою ближче.
Однак з перших же кроків гість розуміє, що характер у Беніто Серено напрочуд нетовариський. Іспанський капітан весь час перебуває у зажурливій задумі, він наче нездатний до вольового керування. Порядок на кораблі підтримують самі негри: чотири старигани наглядають за молодшими рабами, а ще шість постійно наточують незліченні сокири, вигляд яких дисциплінує інших. Як не дивно капітан не має жодного помічника (усі вони загинули від хвороби), допомагає йому лише відданий негр Бабо, який буквально ні на крок не відходить від господаря. Амасо Делано проводить у товаристві Беніто Серено весь день і за цей час неодноразово стикається з підозрілими подіями: білі матроси наче подають йому якісь таємні знаки; негри грубо ставляться до білих, але це сходить їм з рук; капітан Серено після ради з Бабо чомусь розпитує про кількість матросів на звіробійному судні і ледь не втрачає свідомість, коли йому доводиться розповідати про загиблого від хвороби друга Алехандро Аранда — власника транспортованих негрів. Та й взагалі розповідь капітана щодо його плавання якась непослідовна, тому в Амаси Делано постійно зринають підозри щодо доброчесності Беніто Серено: чи це не пірат? чи дійсно він перевозить рабів, а не взяв їх до своєї команди? чи не збираються злодії захопити і його корабель? Але кожного разу він знаходить переконливі спростування своїм підозрам: шляхетний вигляд Беніто Серено не притаманний піратові, Бабо такий уважний до господаря, яким може бути лише старий слуга, та й одного з негрів все ж таки покарано (велетень Атуфал за непослух закований у кайдани). Заспокоєний американець після відвантаження провіанту полишає негостинного іспанця, але в останню мить той кидається до його човна, а з ним ще кілька білих. Вслід їм летять сокири. В одну мить усвідомивши стан справ, Амасо Делано рятує іспанців від повсталих рабів. Потім зі своїми матросами штурмує «Сан-Домінік», захоплює корабель і заарештовує бунтівників.
На судовому процесі зринає правда. Алехандро Арандо перевозив рабів на кораблі свого друга Беніто Серено. Переконаний у їхній миролюбності, він не став заковувати підручних у кайдани, але ті замість подяки захопили корабель. Частину білих вбили і потопили одразу без жодного спротиву з їхнього боку, інших страчували за найменший непослух. Тіло вбитого Аранди не викинули за борт, обілували до кісток, а кістяк підвісили до носа корабля. Взятого у заручники капітана змусили плисти до Сенегалу, але через брак води негри погодились на контакт з американським судном. Щоб ввести в оману Амасу Делано, перед ним розіграли хитромудру виставу із відданим негром-слугою і «самокерованою» командою. За вироком суду бунтівників страчують, а Беніто Серено йде до монастиря, де і помирає через три місяці.

## Аналіз твору
Враховуючи мемуарний матеріал, використаний при написанні «Беніто Серено», і майже дослівне слідування йому, сценарний вклад Германа Мелвілла, як автора сюжету, тут незначний. Але художня цінність твору полягає у психологізмі, за яким приховані морально-етичні проблеми. Літературознавці неодноразово підіймали питання: чому Амаса Делано так пізно здогадався про дійсний стан справ на «Сан-Домініку»? Адже з першої хвилин знайомства з Беніто Серено і його командою він мав досить фактів для підозр. Вони і зринали у його мозку одна за одною, але щоразу американський капітан знаходив аргументи на користь версії про миролюбних потерпілих. Причиною тому були його расові упередження. Щоразу бачачи як негри прискіпливо спостерігають за білим капітаном, він відносив це на користь їхньої послужливості, а брак дисципліни пояснював тим, що негри природжені танцюристи і співаки. Переконання білої людини щодо інтелектуальної меншовартості чорних не дозволили прочитати хитру гру бунтарів, яка і була розрахована саме на таке сприйняття. Дуже показовий епізод, в якому Делано демонструють «закованого» у кайдани велетня Атуфала, хоча той просто прикидався.
В оповіданні «Беніто Серено» Герман Мелвілл ставить себе як противагу простодушному і невиправдано оптимістичному Амасі Делано. Різними художніми засобами він натякає читачеві на сутність подій: іспанське судно «схоже на монастир», а його назва відсилає до ордену домініканців, яких називали «чорними братами». З цього приводу критики не дійшли одностайної думки, яку ж саме ідеологію підтримує Герман Мелвілл. Одні звинувачували його в аболіціонізмі, інші стверджували, що він захищав расизм, показуючи чорних здатними до бунту і тим самим начебто виправдовуючи їхнє поневолення. Насправді, бунти рабів на кораблях були для того часу досить звичним явищем і письменник цим фактом нічого нового світові не відкрив.